# Хохлов, Михаил Иванович
Михаи́л Ива́нович Хохло́в (16 февраля 1905, Пошехонский уезд, Ярославская губерния — 11 августа 1980, Казань) — советский государственный деятель, министр внутренних дел Татарской АССР (1950—1952).

## Биография
Родился 16 февраля 1905 года в деревне Хабово (впоследствии — Ермаковского района Ярославской области). Член ВКП(б) с 1932 года. В 1941 году поступил на службу. В 1946—1950 годах был заместителем начальника Управления НКВД Свердловской области.
9 августа 1950 года назначен министром внутренних дел Татарской АССР. Предыдущий министр, Ш. З. Ченборисов, был снят с должности постановлением Политбюро ЦК ВКП(б) от 21 июля того же года за «грубейшие извращения советских законов при расследовании уголовных дел».
В приказе МВД СССР «О неудовлетворительной работе МВД Татарской АССР и мероприятиях по её улучшению» от 29 сентября 1952 года отмечалось, что Хохлов и его заместители «работают плохо, без достаточного напряжения, поверхностно руководят периферийными органами, слабо знают положение в подразделениях МВД, редко в них бывают, лично не контролируют их деятельность и не оказывают практической помощи», подменяя «живую повседневную работу» кабинетным руководством. Всё это привело к «серьёзным провалам на важнейших участках работы», за что на Хохлова с заместителями были наложены партийные взыскания. 19 ноября того же года уволен с должности, а новым министром назначен М. А. Запевалин, который тоже недолго продержался на посту.
В 1953—1955 годах был начальником Управления исправительно-трудовых лагерей и колоний МВД ТАССР. Как докладывал министр внутренних дел СССР С. Н. Круглов на совещании руководящих работников исправительно-трудовых лагерей и колоний в 1954 году, в распоряжение Хохлова из других регионов было направлено «большое количество заключённых, не выполняющих установленные нормы выработки», где из них нормы продолжали не выполнять 32 % заключённых. Сам Хохлов на заседании партийного актива ТАССР в том же году отмечал, что трудовое использование заключённых является «основной мерой перевоспитания», обратив внимание на улучшение «охраны и режима содержания заключённых», а также «трудовой и государственной дисциплины вольнонаёмного состава» в рамках реализации постановления ЦК КПСС «О мерах улучшения работы исправительно-трудовых лагерей и колоний МВД СССР».
В 1955—1956 годах был начальником отдела Исправительно-трудовых колоний МВД ТАССР, в 1956—1960 годах — начальником штаба Местной противовоздушной обороны ТАССР, а в 1960—1961 годах — начальником штаба МПВО Приволжского военного округа. Имел звание полковника, в 1961 году вышел в отставку. В 1961—1967 годах являлся помощником начальника по кадрам и режиму предприятия п/я 416, а в 1967—1977 годах — начальником отдела кадров Казанского электрофизического института. В 1977 году вышел на пенсию. Скончался в 1980 году.